# Su Tong
Su Tong (en xinès tradicional: 蘇童; en xinès simplificat: 苏童; en pinyin: Sū Tóng) (Suzhou, 23 de gener de 1963 -) és el pseudònim de l'escriptor xinès Tong Zhonggui (童忠贵; Tóng Zhōngguì). Premi Mao Dun de Literatura de l'any 2015.

## Biografia
Su Tong va néixer el 23 de gener de 1963 a Suzhou a la província xinesa de Jiangsu, en una família de mitjans molt modestos. El seu pare era un empleat del govern, mentre la seva mare treballava com a obrera en una fàbrica de ciment. Van anomenar al seu fill Tong Zhonggui (童中贵) que significa "mitjà daurat" i "honor", expressant així les expectatives tradicionals per a l'èxit futur del nen a la vida. Segons l'autor mateix, el seu nom de ploma "Su Tong" significa simplement "un nen de Suzhou". Va estudiar literatura xinesa a la Universitat Normal de Pequín. Després de ser professor de secundària, es va convertir en editor de la revista "Purple Mountain" i va començar a publicar.
Su Tong és un dels escriptors xinesos més importants de l'època contemporània. Inicialment va participar en el moviment d'avantguarda de finals dels anys vuitanta, encara que el seu nom no sempre se cita en aquest context, i posteriorment ha continuat escrivint de manera contínua i prolífica des de principis dels anys vuitanta, renovant constantment el seu estil i els seus temes. Se'l coneix sobretot per les seves novel·les i especialment pels relats curts. Ha escrit més de 200 obres, algunes traduïdes a l'anglès, francès, italià i alemany. La seva obra ha estat influenciada per escriptors occidentals com William Faulkner, J.D. Salinger i Gabriel Garcia Márquez.
Les seves obres abasten diferents etapes històriques, com les relacionades amb emperadors xinesos, el període de la Guerra Sino-japonesa, la Revolució Cultural i la transició a la Xina capitalista.

## Obres destacades i adaptacions cinematogràfiques
- Ling yi zhong funv shenghuo (另一种妇女生活) "Another Life for Women"
- San zhan deng (三盏灯) "Three-Lamp Lantern"
- Mi (米) "Rice"
- He'an (河岸) "Boat to Redemption"
- Wo de Diwang Shengya (我的帝王生涯) "My Life as Emperor"
- Cheng Bei Didai (城北地带)
- Huang que ji (黄雀记)

- 1991: La seva novel·la "Qiqie Cheng Qun 妻妾成群" (Esposes i concubines) va ser adaptada al cinema pel director Zhang Yimou (张怡谋) en "Dà Hóng Dēnglóng Gāogāo Guà" (xinès simplificat 大红灯笼高高挂), en anglès: Raise the Red Lantern, protagonitzada per Gong Li, va guanyar el Lleó de Plata del Festival de Venècia de 1991.[5]
- La seva novel·la "Hongfen" va ser adaptada dos cops al cinema, el 1994 per la directora Li Shaohong, en el film "Blush", Os de plata al Festival de Berlín de 1995, i el 1995 per Huang Shuqin.
- 2004: El director Hou Yong va adaptar la novel·la "妇奴生活" - Womens Life" a amb el títol de " Jasmine Women" protagonitzada per Zhang Ziyi i Joan Chen.[3]
- 2012: "Fly with de Crane" adaptació de la novel·la "告诉他们我乘白鹤去了", de Li Ruijun, premi al millor director del Festival de Brasilia de 2013.[3]

## Premis
- 2009: Man Asian Literary Prize per He'an (河岸) "The Boat to Redemption"[4]
- 2010: Premi Lu Xun de Literatura
- 2011: Nominat pel Man Brooker International Prize
- 2015: Premi Mao dun de Literatura per Huang que ji (黄雀记) "Yellow bird Story"